# Circondario di Lüchow-Dannenberg
Il circondario di Lüchow-Dannenberg (targa DAN) è un circondario (Landkreis) della Bassa Sassonia, in Germania.
Capoluogo e centro maggiore è Lüchow (Wendland).

## Geografia antropica

### Suddivisioni amministrative
Il circondario di Lüchow-Dannenberg è suddiviso in 3 comunità amministrative (Samtgemeinde), che raggruppano complessivamente 27 comuni.
(Tra parentesi i dati della popolazione al 31 dicembre 2021)
- Samtgemeinde Elbtalaue, con i comuni:

1. Damnatz (308)
2. Dannenberg (Elbe), città * (8 106)
3. Göhrde (585)
4. Gusborn (1 233)
5. Hitzacker (Elbe), città (5 020)
6. Jameln (1 079)
7. Karwitz (751)
8. Langendorf (694)
9. Neu Darchau (1 481)
10. Zernien (1 616)

- Samtgemeinde Gartow, con i comuni:

1. Gartow, città mercato * (1 477)
2. Gorleben (599)
3. Höhbeck (631)
4. Prezelle (420)
5. Schnackenburg, città (517)

- Samtgemeinde Lüchow (Wendland), con i comuni:

1. Bergen an der Dumme, città mercato (1 388)
2. Clenze, città mercato (2 251)
3. Küsten (1 342)
4. Lemgow (1 396)
5. Lübbow (800)
6. Lüchow (Wendland) * (9 407)
7. Luckau (Wendland) (548)
8. Schnega (1 299)
9. Trebel (980)
10. Waddeweitz (888)
11. Woltersdorf (884)
12. Wustrow (Wendland) (città) (2 772)